# Lima Corporate
LimaCorporate è un’azienda italiana del settore medicale che produce impianti ortopedici.
Ha sede in Italia, oltre 1000 collaboratori e 3 siti produttivi a livello globale; opera direttamente in più di 25 paesi nel mondo con filiali in Europa, Stati Uniti, Estremo Oriente e America Latina. Includendo una fitta rete di distributori LimaCorporate è presente in quasi 50 paesi.
Nel 2021, LimaCorporate realizza per la prima volta al mondo all’interno di un ospedale un sito produttivo di stampa 3D di impianti ortopedici complessi su misura.
Entrambi gli stabilimenti produttivi italiani di LimaCorporate sono stati certificati ISO 14001 - Sistemi di Gestione Ambientale nel rispetto degli standard ambientali in materia di inquinamento ed efficienza energetica.
Nel mese di settembre 2023, Enovis ha annunciato un accordo per l’acquisizione di Limacorporate S.p.A. per circa 800 milioni di euro. 

## Storia
Il Fondatore di LimaCorporate, Carlo Leopoldo Lualdi, inizia a produrre strumenti chirurgici nel 1945.
Nel 1953 viene costruito il primo prototipo di elicottero allestito con tecnologia completamente italiana. Da allora, e fino al nuovo millennio, Lima diviene uno tra i principali fornitori nel settore aerospaziale. Tra gli anni '60 e '80, l'attività principale si estende alla produzione di dispositivi medici e, nello specifico, le protesi ortopediche in titanio. Negli anni '90, LimaCorporate continua a concentrarsi sul mercato dei dispositivi medici allo scopo di espandere la propria presenza a livello globale. Nel 2000, tale approccio ha portato alla decisione di specializzarsi esclusivamente nella produzione di impianti ortopedici.
Negli anni 2000, LimaCorporate decide di sviluppare la tecnologia EBM (Electron Beam Melting), o produzione additiva, per superare i limiti funzionali dei rivestimenti applicati agli impianti di protesi tradizionali. Nel 2007, fu impiantata per la prima volta in Italia la prima coppa acetabolare dell'azienda realizzata utilizzando la tecnologia TT di cui LimaCorporate è titolare.
Nel 2012, Ardian (ex AXA Private Equity) e Intesa Sanpaolo - quest’ultima tramite la sua controllata IMI Investimenti - sottoscrivono un accordo finalizzato all’acquisizione del 66% di una società di nuova costituzione, che detiene l’intero capitale sociale di Limacorporate S.p.A.
Nel 2015, LimaCorporate annuncia il completamento di un accordo di distribuzione con OrthAlign Inc. per un dispositivo di navigazione palmare tibiale / femorale e strumentazione associata da fornire nello Spazio Economico Europeo (EEA) e in Svizzera, esclusa la Romania.
Il 3 luglio 2015 la società annuncia il completamento di un processo di acquisizione con Zimmer Holdings Inc. per il sistema Zimmer® Unicompartmental High Flex Knee (ZUK) e il sistema protesico di gomito Biomet® per la distribuzione nello Spazio Economico Europeo (EEA), Svizzera e Giappone, congiuntamente al sistema protesico di ginocchio Biomet® per Danimarca e Svezia. Alla fine dello stesso anno l'accordo è stato approvato dalla Japanese Fair Trade Commission.
Nel 2016, EQT, con Hansjörg Wyss come co-investitore, completa il processo di acquisizione della totalità delle azioni di LimaCorporate.
Nel 2018 LimaCorporate annuncia l’acquisizione basata su milestones di TechMah Medical LLC, un’azienda di dispositivi software operante nel settore medicale basata nel Tennessee (USA), per completare il proprio portafoglio hardware con applicazioni digitali.
Il 22 maggio 2019 HSS e LimaCorporate iniziano la realizzazione del primo sito di stampa 3D al mondo all’interno di un ospedale per la produzione di protesi complesse e personalizzate. Nel 2019, LimaCorporate stabilisce un accordo di distribuzione con G21 S.r.l. per il portafoglio di spaziatori cementati per la spalla, l’anca e il ginocchio. In aggiunta, l’azienda annuncia la finalizzazione dell’accordo con Dedienne Santé S.a.s. per la distribuzione del portafoglio delle coppe acetabolari a Doppia Mobilità nello Spazio Economico Europeo (EEA) e in Svizzera.
Nel 2020 LimaCorporate annuncia l’inaugurazione di nuovi spazi situati all’interno del quartier generale a San Daniele del Friuli, Italia, e interamente dedicati alla stampa 3D e ai test meccanico-chimici avanzati: il Research & Innovation Centre (R&I Centre) e l’Advanced Laboratory for Testing and Analysis (ATLAs). Sempre nel 2020 LimaCorporate è la prima azienda italiana ad ottenere la certificazione in accordo al nuovo Regolamento Europeo 2017/745 (MDR) sui dispositivi medici rilasciata da TÜV SÜD.
Il 24 marzo 2021 LimaCorporate apre il ProMade PoC Center for Complex Orthopedic Solutions at HSS, il primo centro al mondo di design e stampa 3D situato all’interno di un ospedale. Situato all’interno del campus principale di HSS a New York City, il ProMade PoC (Point of Care - Punto di Cura) è il primo sito produttivo di LimaCorporate negli Stati Uniti. Regolato dall’FDA, offrirà cure veloci e accessibili per i pazienti statunitensi che necessitano di soluzioni ortopediche personalizzate.
Nel 2022, LimaCorporate celebra i 20 anni di vita (commerciale) della protesi di spalla SMR (Spalla Modulare Randelli, dal nome del chirurgo Mario Randelli, che ha contribuito allo sviluppo della protesi). A gennaio viene ufficializzata l’apertura di Lima Canada come entità giuridica. Nello stesso anno il Laboratorio Avanzato per Prove e Analisi (ATLAs) LimaCorporate è stato accreditato ISO 17025 da Accredia.
Nel 2024, viene finalizzata per 800 milioni di euro l'acquisizione di Lima da parte della multinazionale statunitense Enovis. Nello stesso anno viene inaugurato un nuovo padiglione all'interno degli headquarters di Villanova.

## Prodotti e tecnologie
LimaCorporate è impegnata nello sviluppo di prodotti e procedure innovative che consentano ai chirurghi di individuare la soluzione ideale per ogni paziente. Dal 2007, LimaCorporate è pioniere nella stampa 3D di impianti standard e personalizzati per applicazioni ortopediche, ed ha concepito, prodotto e brevettato il Trabecular Titanium, la nuova generazione della tecnologia di produzione additiva. LimaCorporate ha all’attivo oltre dieci anni di studi clinici su impianti prodotti con la tecnologia 3D.

## Acquisizioni
Il 3 luglio 2015 la società annuncia il completamento di un processo di acquisizione con Zimmer Holdings Inc. per il sistema Zimmer® Unicompartmental High Flex Knee (ZUK) e il sistema protesico di gomito Biomet® per la distribuzione nello Spazio Economico Europeo (EEA), Svizzera e Giappone, congiuntamente al Sistema protesico di ginocchio Biomet® per Danimarca e Svezia.  Alla fine dello stesso anno l'accordo è stato approvato dalla Japanese Fair Trade Commission.
Nel 2018, LimaCorporate annuncia l’acquisizione basata su milestones di TechMah Medical LLC, un’azienda di dispositivi software operante nel settore medicale basata nel Tennessee (USA), per completare il proprio portafoglio hardware con applicazioni digitali.

## Premi
Le premiazioni ricevute da LimaCorporate:
- SMAU Innovation Award 2017[23]
- Award for the Best Strategy for Capital Market Use in 2016-2017[24]
- Diversity and Inclusion Award 2018[25]